# L'enigma de Hitler
L'Enigma de Hitler és una pintura de 1938 de Salvador Dalí produïda al voltant de la seva expulsió del moviment surrealista.
Dalí va relatar que la pintura era una interpretació de diversos somnis que tenia sobre Hitler – un havia mostrat el paraigua de Neville Chamberlain convertit en una ratapinyada – un símbol de la seva infància que el va omplir de por. El cable de telèfon tallat representat en la pintura ha estat interpretat com la comunicació desconnectada entre Chamberlain i Hitler.
La pintura va ser exhibida per primera vegada el 1939 en la Galeria Julien Levy de la ciutat de Nova York, on, a un preu de 1.750 dòlars, no es va vendre. Va ser reproduït en el número 17 d'abril de 1939 de la revista LIFE. La pintura es troba en la col·lecció permanent del Museu Reina Sofia.